# Lázeňský dům Moravěnka
Lázeňský dům Moravěnka v Janských Lázních pochází z roku 1872. Dříve se pro tento objekt používaly názvy Villa Marienwart (dle záznamu z roku 1911) či Villa Anne-Marie (dle záznamu z roku 1930). Jedná se o typický objekt lázeňské architektury s množstvím dekorativních dřevěných i kovových prvků. Budova má dřevěnou zdobenou omítku s dřevěnou výzdobou pseudolidovými prvky.

## Historie
Dlouhodobým majitelem v první polovině 20. století byl Klemens Kuhn. V druhé polovině se budova stala majetkem tehdejších Československých státních lázní, na něž navazuje současný majitel (2025) Státní léčebné lázně Janské Lázně, státní podnik. V roce 2006 proběhla oprava poškozených truhlářských prvků a nový barevný nátěr v kombinaci okrové a tmavě červené barvy. Budova je od roku 1992 památkově chráněna.

## Popis
Lázeňský dům Moravěnka je patrová (dvoupodlažní) dřevěná budova obdélného půdorysu s valbovou střechou.
Dům má na třech stranách subtilní rizality s kvalitní kovovou konstrukcí na severní a východní straně s balkony v patře. V hlavním průčelí je střední rizalit ve formě proskleného subtilního závětří s balkonem v patře, ukončený řezbářsky pojednaným štítkem s pseudolidovými prvky. V rizalitu jsou umístěna oblouková okna. V bočních křídlech se nacházejí okna obdélníková, která jsou členěna vysokým pilastrovým řádem ve dřevěném provedení ve formě obkladu celé fasády. V boční části se nalézá ještě třetí rizalit s lodžií. Zadní jižní křídlo má pultovou střechu. Fasáda je zdobena truhlářskými prvky (šambrány, římsy, vyřezávaná výplň severního štítu, okna v severním rizalitu, originální soustružená zakončení krokví) zvýrazněnými dvojbarevným nátěrem.